# 加々美豊
加々美 豊（かがみ ゆたか、1928年（昭和3年）10月3日 - ）は、日本の画家で信州現代抽象画会代表。

## 来歴
長野県東筑摩郡中川手村（現安曇野市）出身。旧制松本中学校（現長野県松本深志高等学校）卒業、長野師範学校中退。教員を勤めた後、画家となる。水彩による風景画と、ビー玉をモチーフにした抽象画で知られる。教員時代より抽象画と風景画を発表し始め、国内だけではなく、海外においても数多くの賞を受賞した。キューバに絵画を寄贈した際に、大使より勲章を受けている。実弟の加々美益次は、東京大学山岳部所属中に、第2次南極地域観測隊に最年少の24歳で参加し、その後山下汽船（現商船三井）役員を経て、内航大型船輸送海運組合会長。　

## 主な受賞作品
- '86日本国際美術展（東京都美術館、京都市美術館）受賞。
- '85・'87日本現代美術展（東京都美術館、京都市美術館）受賞。
- '90年日本総合美術キューバ展作品同国立美術館収蔵。
- '92年（社）松本芸術文化協会特別賞。
- 日仏現代美術展（東京、パリ・グランパレ・ナショナル・ギャラリー）1991・1992・1993年受賞、1994年各入選。
- '04年CAF-N創立展（埼玉県立近代美術館）。

## 主な著作
- スケッチの旅 善光寺街道
- 淡彩の安曇野
- 心にひびく淡彩スケッチ 風景画入門
- はがきで楽しむ 風景画のぬり絵